# Teleskop Newtona

Budowa teleskopu Newtona

Teleskop Newtona – przyrząd optyczny typu teleskopu zwierciadlanego, wynaleziony przez Izaaka Newtona. Składa się z paraboloidalnego (lub rzadziej sferycznego) głównego zwierciadła wklęsłego i płaskiego, ustawionego pod kątem lustra wtórnego. Zwierciadło płaskie wyprowadza poza tubus wiązkę światła odbitego od zwierciadła głównego. Pierwszy teleskop Newtona został ukończony w 1668 roku i jest pierwszym znanym działającym teleskopem reflektorowym (zwierciadlanym). Prostota teleskopu Newtona uczyniła go instrumentem bardzo łatwym do zbudowania przez amatorów.

Zasada działania teleskopu Newtona

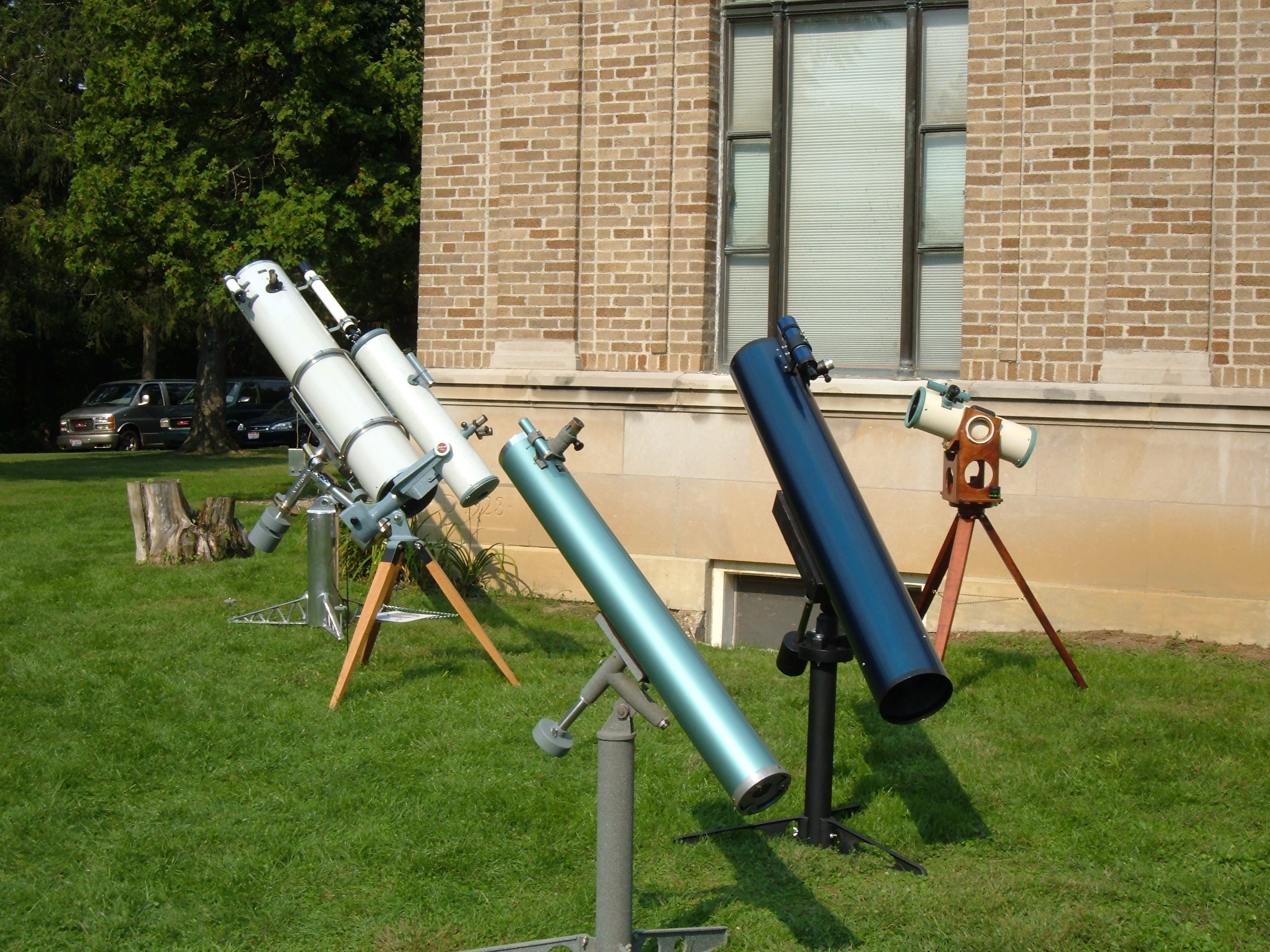
Teleskopy Newtona

## Cechy teleskopu Newtona
Teleskopy systemu Newtona nadają się do obserwacji wszystkich obiektów, jednak z uwagi na większą od innych reflektorów światłosiłę stosowane są głównie do oglądania obiektów ciemniejszych – mgławic, galaktyk, gromad. Niemniej planety również dobrze w nich wyglądają, szczególnie w tych z dobrą optyką.
Jedną z ważnych zalet teleskopu Newtona jest to, iż jego otwarty tubus łatwo i szybko się chłodzi do temperatury otoczenia, co skraca czas oczekiwania na obserwację po rozstawieniu teleskopu wyniesionego z cieplejszego niż otoczenie pomieszczenia.
Ten typ teleskopu jest wolny zarówno od aberracji chromatycznej jak i sferycznej, jednak obarczony jest sporą komą, widoczną na brzegach pola widzenia. Do innych wad teleskopu Newtona należy zaliczyć stosunkowo małe pola widzenia oraz sporą długość tubusu, która musi być równa co najmniej ogniskowej głównego lustra.